# Leila på landet
Leila på landet var ett svenskt TV-program som hade premiär den 4 mars 2009 på TV4 plus. Programledare var Leila Lindholm, som tidigare haft flera matprogram på kanalen. I Leila på landet lagar Leila mat med inspiration från landet och lata dagar i hängmattan. I varje program får hon även besök av en gäst. Programmet sändes i 10 avsnitt och producerades av Titan Television.

## Säsong 1
1. Avsnitt 1 (sändes 4 mars 2009)
2. Sill, grill, dill (sändes 11 mars 2009)
3. Texas bbq med majskolvar och revbensspjäll (sändes 18 mars 2009)
4. Avsnitt 4 (sändes 25 mars 2009)
5. Picknick med rockabilly (sändes 1 april 2009)
6. Grillfest med smak av orienten (sändes 8 april 2009)
7. Fisk- och skaldjurstema (sändes 15 april 2009)
8. Äppelfest hos Leila (sändes 22 april 2009)
9. Skördefest (sändes 29 april 2009)
10. Avsnitt 10 (sändes 6 maj 2009)